# エストレーリャ

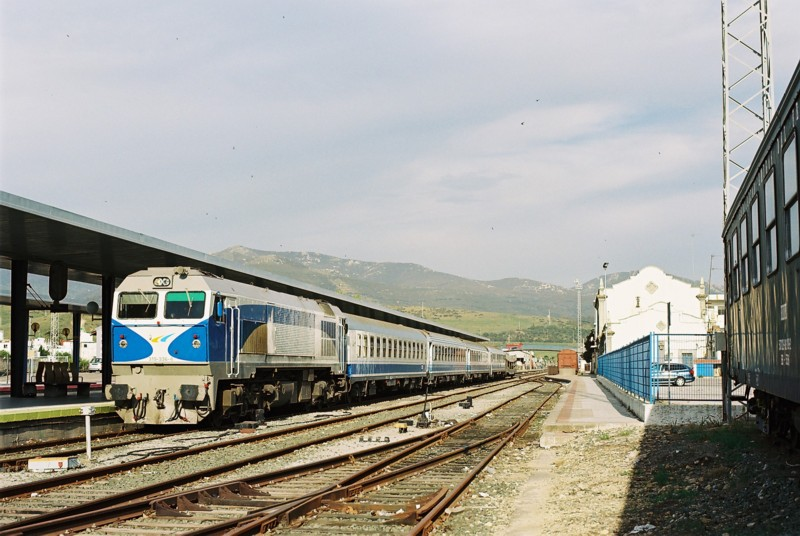
アルヘシラス駅に停車中のエストレーリャ

エストレーリャ（スペイン語: Tren Estrella）はレンフェ・オペラドーラによって運行される夜行列車である。エストレーリャとはスペイン語で星を意味する語である。現存するスペイン国鉄によって運行が開始された夜行列車のなかで最も長い歴史を持つが、いくつかの列車は高速鉄道AVEの開業やより格の高い夜行列車であるトレンオテルへの置き換えなどによって廃止されている。
エストレーリャには以下の座席・寝台等級が設定されている。
- グラン・クラセ（Gran Clase）：一等個室寝台
- リテーラ（Litera）：二等簡易寝台（クシェット）
- プレフェレンテ（Preferente）：一等座席
- トゥリスタ（Turista）：二等座席 (エストレーリャ・コスタ・ブラバにのみ設定されている。)

## 概要

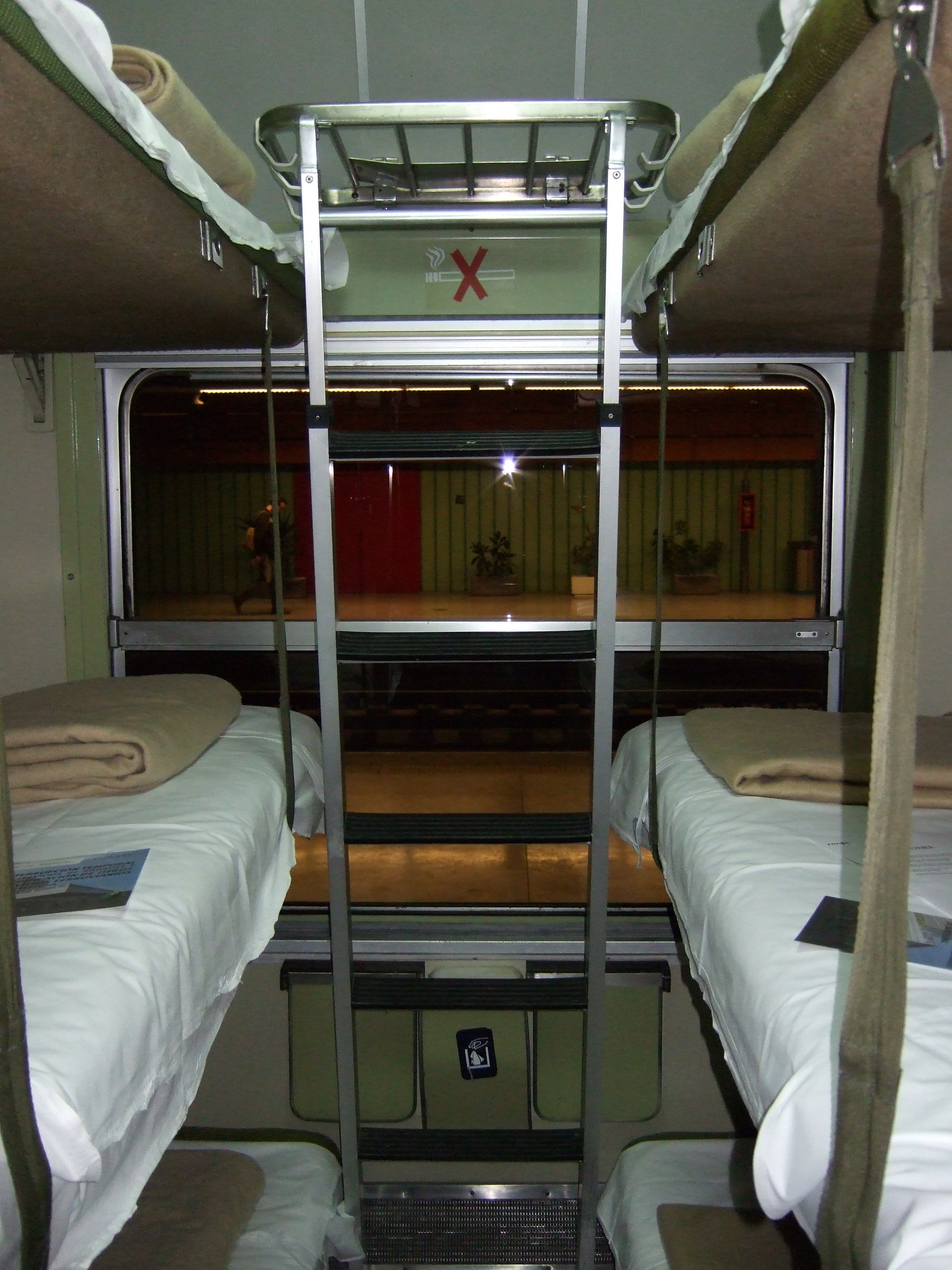
エストレーリャ・ピオ・バロハのリテーラのコンパートメント

| 運行区間     | マドリード - フェロル マドリード - セルベーレ バルセロナ - ア・コルーニャ/ビーゴ バルセロナ - ビルバオ/アンダイエ/サラマンカ ビルバオ - マラガ アンダイエ - リスボン |
| 製造者       | スペイン国鉄、CAF、バブコック・アンド・ウィルコックス |
| 運行開始     | 1982年 |
| 最高速度     | 160 km/h |
| 営業最高速度 | 120 km/h |
| 軌間         | 1.668 mm |

## 列車
- エストレーリャ・アトランティコ（Estrella Atlántico）
  - 由来：大西洋（スペイン語: Océano Atlántico）より。
  - 停車駅：マドリード＝チャマルティン（Madrid-Chamartín） - アビラ（Ávila） - メディーナ・デル・カンポ（Medina del Campo） - バリャドリッド＝カンポ・グランデ（Valladolid-Campo Grande） - ベンタ・デ・バーニョス（Venta de Baños） - パレンシア（Palencia） - レオン（León） - ベゲジーナ（Veguellina） - アストルガ（Astorga） - ポンフェラーダ（Ponferrada） - オ・バルコ・デ・バルデオーラス（O Barco de Valdeorras） - ア・ルーア＝ペティン（A Rúa-Petín） - サン・クローディオ＝キローガ（San Clodio-Quiroga） - モンフォルテ・デ・レモス（Monforte de Lemos） - サリア（Sarria） - ルーゴ（Lugo） - クルティス（Curtis） - ベタンソス＝インフェスタ（Betanzos-Infesta） - ベタンソス＝シダーデ（Betanzos-Cidade） - ポンテデウメ（Pontedeume） - フェロル（Ferrol）
- エストレーリャ・コスタ・ブラバ（Estrella Costa Brava） 
  - 由来：スペイン北東部の海岸、コスタ・ブラバ（Costa Brava）より。
  - 停車駅：マドリード・チャマルティン - アルカラ・デ・エナーレス（Alcalá de Henares） - グアダラハーラ（Guadalajara） - シグエンサ（Sigüenza） - アルコス・デ・ハロン（Arcos de Jalón） - カラタユー（Calatayud） - ラ・プエブラ・デ・イハル（La Puebla de Híjar） - カスペ（Caspe） - フリス（Flix） - モラ・ラ・ノバ（Mora la Nova） - レウス（Reus） - タラゴナ（Tarragona） - サント・ビセンス・デ・カルデルス（Sant Vicenç de Calders） - バルセロナ＝サンツ（Barcelona-Sants） - グラノリェース・セントレ（Granollers Centre） - カルダス・ダ・マラベーリャ（Caldes de Malavella） - ジローナ（Girona） - フラサー（Flaçà） - フィゲーラス（Figueres） - リャンサ（Llançà） - ポルトボウ（Portbou） - セルベール（Cerbère）
- エストレーリャ・ガリシア（Estrella Galicia）
  - 由来：ガリシア州（Galicia）より。
  - 停車駅：バルセロナ＝サンツ - タラゴナ - レウス - リェイダ＝ピリネウス（Lleida-Pirineus） - モンソン＝リオ・シンカ（Monzón-Río Cinca） - サラゴサ＝デリシアス（Zaragoza-Delicias） - トゥデーラ・デ・ナバーラ（Tudela de Navarra） - カステホン・デ・エブロ（Castejón de Ebro） - ログローニョ（Logroño） - ブルゴス（Burgos） - パレンシア - レオン - アストルガ - ポンフェラーダ - オ・バルコ・デ・バルデオーラス - ア・ルーア＝ペティン - サン・クローディオ＝キローガ - モンフォルテ・デ・レモス >
    - ア・コルーニャ編成: サリア - ルーゴ - クルティス - ベタンソス＝インフェスタ - ア・コルーニャ＝サンクリストーバル（A Coruña-San Cristóbal）
    - ビーゴ編成: オウレンセ・エンパルメ（Ourense-Empalme） - ギジャレイ（Guillarei） - オ・ポリーニョ（O Porriño） - レドンデーラ（Redondela） - ビーゴ（Vigo）
- エストレーリャ・ピオ・バロハ（Estrella Pío Baroja）
  - 由来：サン・セバスティアン出身の作家、ピオ・バロハ（es:Pío Baroja）より。
  - 停車駅：バルセロナ・サンツ - サント・ビセンク・デ・カルデルス - タラゴナ - レウス - リェイダ＝ピリネウス - モンソン＝リオ・シンカ - サラゴサ＝デリシアス >
    - ビルバオ編成 トゥデーラ・デ・ナバーラ - カステホン・デ・エブロ - カラオラ（Calahorra） - ログローニョ - ミランダ・デ・エブロ - リョディオ（Llodio） - ビルバオ＝アバンド（Bilbao-Abando）
    - アストゥリアス編成 トゥデーラ・デ・ナバーラ - カステホン・デ・エブロ - カラオラ - ログローニョ - ミランダ・デ・エブロ - ブルゴス - パレンシア - サアグン（Sahagún） - レオン - ポラ・デ・レナ（Pola de Lena） - ミエレス＝プエンテ（Mieres-Puente） - オビエド（Oviedo） - ヒホン＝ホベジャーノス（Gijón-Jovellanos） - ヒホン＝セルカニーアス（Gijón-Cercanías）
    - アンダイエ編成 トゥデーラ・デ・ナバーラ - カステホン・デ・エブロ - タファリャ（Tafalla） - パンプローナ（Pamplona） - アルサスア（Alsasua） - スマラガ（Zumárraga） - ベアサイン（Beasaín） - トロサ（Tolosa） - サン・セバスティアン（San Sebastián） - イルン（Irún） - アンダイエ（Hendaya）
    - サラマンカ編成 トゥデーラ - カステホン・デ・エブロ - カラオラ - ログローニョ - ミランダ・デ・エブロ - ブルゴス - パレンシア - バリャドリッド・カンポ・グランデ - メディーナ・デル・カンポ - カンタラピエドラ（Cantalapiedra） - サラマンカ（Salamanca）
- エストレーリャ・ピカソ（Estrella Picasso） 
  - 由来：マラガ出身の画家、パブロ・ピカソ（Pablo Picasso）より。
  - 運行：週1往復
  - 停車駅：ビルバオ＝アバンド - ミランダ・デ・エブロ - ブルゴス - バリャドリッド・カンポ・グランデ - メディーナ・デル・カンポ - アビラ - マンサナーレス（Manzanares） - バルデペーニャス（Valdepeñas） - リナーレス＝バエサ（Linares-Baeza） - コルドバ＝セントラル（Córdoba-Central） - プエンテ・ヘニル（Puente Genil） - ボバディージャ（Bobadilla） - マラガ＝マリア・サンブラーノ（Málaga-María Zambrano）
- エストレーリャ・スドエキスプレス（Estrella Sudexpress o Surex）
  - 由来：パリとリスボンを結んでいたかつての南急行（Sudexpress）の名残。現在もアンダイエ/イルンでLGV大西洋線経由のTGVに接続している。
  - 停車駅：アンダイエ（フランス国鉄） - イルン - サン・セバスティアン - ビトリア＝ガステイス（Vitoria） - ミランダ・デ・エブロ - ブルゴス - バリャドリッド・カンポ・グランデ - メディーナ・デル・カンポ - サラマンカ - フエンテ・デ・サン・エステバン＝ボアディーリャ（Fuente de San Esteban-Boadilla） - シウダ・ロドリーゴ（Ciudad Rodrigo） - フエンテス・デ・オニョーロ（Fuentes de Oñoro） - ヴィラール＝フォルモーゾ（Villar-Formoso） - グアルダ（Guarda） - Vila Franca des Naves - セロリコ・ダ・ベイラ（Celorico da Beira） - マングアルデ（Mangualde） - ネラス（Nelas） - サンタ・コンバ・ダン（Santa Comba-Dao） - パンピリョーザ（Pampilhosa） - コインブラ（Coimbra） - ポンバル（Pombal） - ファティマ（Fátima） - エントロンカメント（Entroncamento） - リスボン＝オリエンテ駅（Lisboa-Estación de Oriente） - リスボン＝サンタ・アポローニャ駅（Lisboa-Santa Apolónia）

### 廃止された列車
- エストレーリャ・コスタ・バスカ（Estrella Costa Vasca）
  - 由来：バスク海岸（コスタ・バスカ、スペイン語: Costa Vasca）より。
  - 区間：マドリード - ビルバオ / アンダイエ
  - 廃止：2007年12月23日（22日発まで運行）
- エストレーリャ・コスタ・ベルデ（Estrella Costa Verde）
  - 由来：アストゥリアス州の海岸線、コスタ・ベルデ（Costa Verde）より。
  - 区間：マドリード - ヒホン / サンタンデール（Santander）
  - 廃止：2007年12月23日（22日発まで運行）
- エストレーリャ・デル・エストレーチョ（Estrella del Estrecho）
  - 由来：海峡を意味するスペイン語、エストレーチョ（Estrecho）より。
  - 区間：マドリード - アルヘシラス（Algeciras）
- エストレーリャ・ソル・デ・レバンテ（Estrella Sol de Levante）
  - 由来：イベリア半島の地中海岸地方の名称、レバンテ（Levante）の太陽（Sol）。
  - 区間：アリカンテ（Alicante） - バレンシア（Valencia） - タラゴナ - リェイダ - サラゴサ - カステホン・デ・エブロ >
    - ビルバオ編成 ミランダ・デ・エブロ - ビルバオ
    - イルン編成 パンプローナ - サン・セバスティアン - イルン
- エストレーリャ・プエルタ・デル・ソル（Estrella Puerta del Sol）
  - 由来：マドリード中心部に位置しスペインの道路網の起点となる道路元標がある広場の名称、プエルタ・デル・ソルより。
  - 区間：マドリード - パリ（París）
  - トレンオテル・フランシスコ・デ・ゴヤに置き換え
- エストレーリャ・コスタ・デ・ラ・ルス（Estrella Costa de la Luz）
  - 由来：アンダルシア州ウエルバ県のポルトガル国境の町、アヤモンテのグアディアナ川河口からイベリア半島最南端のカディス県タリファまで続く、コスタ・デ・ラ・ルス（光の海岸）より。
  - 区間：マドリード - カディス（Cádiz）/ウエルバ（Huelva）
- エストレーリャ・コスタ・カリダ（Estrella Costa Cálida）
  - 由来：ムルシア州の地中海岸、コスタ・カリダ（Costa Cálida）より。
  - 区間：マドリード - カルタヘナ（Cartagena）
- エストレーリャ（Estrella）
  - 区間：バルセロナ - カルタヘナ
- エストレーリャ（Estrella）
  - 区間：マドリード - グラナダ（Granada） / アルメリア（Almeria）